# Канал імені Москви
‎
Канал імені Москви — з'єднує річку Москву з Волгою. Розташований у Московській і Тверській областях Росії, частково прямує містом Москва. Довжина — 128 км. Ширина каналу по поверхні — 85 м, по дну — 45 м, глибина — 5,5 м

## Історія

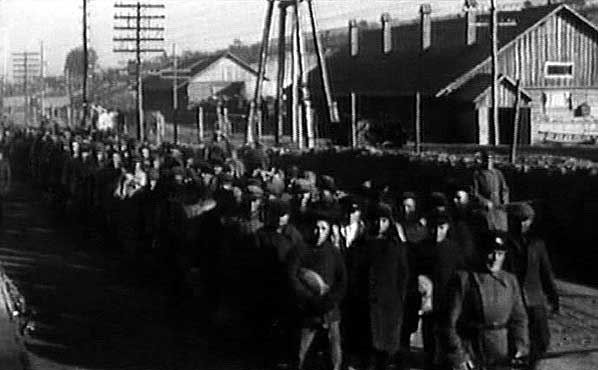
В'язні на будівництві каналу

Був відкритий 15 липня 1937 як Канал Москва — Волга. Будівництво тривало 4 роки і 8 місяців. При будівництві каналу використовувалася праця в'язнів ГУЛАГу (14 вересня 1932 для будівництва каналу було створено Дмитровлаг, що проіснував більше п'яти років). З 1947, канал має сучасну назву.

## Судноплавна траса
Загальна довжина каналу — 128 км. Починається він від Іваньковського водосховища (поблизу міста Дубна), де знаходяться шлюз і Іваньковська ГЕС, з'єднується з Москвою-рікою в районі Тушина. Перші 74 км канал піднімається північним схилом Клинсько-Дмитровського пасма, підйом досягає 38 м. У межах цієї ділянки — 6 шлюзів (№ 2—6). Далі канал перетинає Волзько-Окський вододіл; довжина цієї ділянки — 50 км. Тут траса Каналу імені Москви проходить через низку водосховищ (під час прямування до Москви — Ікшинське, Пестовське, П'яловське, Клязьминське і Хімкинське); 19,5 км довжини каналу становить шлях водосховищами. Основна судноплавна траса каналу закінчується біля Північного річкового вокзалу та Північного річкового порту Москви. На останній ділянці (найкоротшій, довжиною 3 км) канал спускається на 36 м до русла річки Москви; тут розташовані два шлюзи — № 7 та № 8, між якими канал проходить штучним насипом (зокрема, над Волоколамським шосе).
Канал забезпечує Москву водою, служить для обводнення річки Москви (щорічно в річку з Волги надходить 1,8 км³ води), забезпечує подачу електроенергії на багато підприємств Московської області (всього на каналі 8 ГЕС), створює найкоротший транспортний зв'язок Москви з Верхньою Волгою; завдяки системі каналів (Біломорканал, Волго-Дон) за столицею закріпилася назва «порту п'яти морів» — Білого, Балтійського, Каспійського, Азовського і Чорного. Найбільші вантажні пристані — Північний річковий порт столиці, Яхрома, Дмитров, Велика Волга. Каналом транспортуються будівельні матеріали, ліс, зерно, нафту, вугілля тощо. Перевезення здійснюється судами вантажопідйомністю до 5000 т. Пристані місцевого пасажирського сполучення (у зоні водосховищ) — Водники (здійснюється ремонт судів), Хлєбниково, Тишково, Пирогово, Сонячна Поляна тощо.
Канал імені Москви має і рекреаційну функцію — на його берегах знаходяться численні будинки та бази відпочинку, санаторії, риболовецькі бази тощо.

## Технічні споруди
У складі каналу імені Москви — понад 240 різних гідротехнічних споруд.
Споруди каналу створюють чудовий архітектурний ансамбль, кожен шлюз має особливий вигляд. Вежі шлюзів мають завершення у вигляді декоративних надбудов чи скульптур.

### Греблі
Основними спорудами каналу імені Москви, як і будь-якого великого гідротехнічного комплексу, є греблі. Всього на каналі побудовано 10 гребель, з них сім земляних і три бетонних.
Земляні
1. Акуловська земляна гребля
2. Іваньковська земляна гребля
3. Ікшинська земляна гребля
4. Пестовська земляна гребля
5. Пироговська земляна гребля
6. Пяловська земляна гребля
7. Хімкінська земляна гребля

Бетонні
1. Іваньковська бетонна гребля
2. Карамишевська бетонна гребля
3. Перервінська бетонна гребля

Інші
- Верхньо-Волзька гребля

### Шлюзи

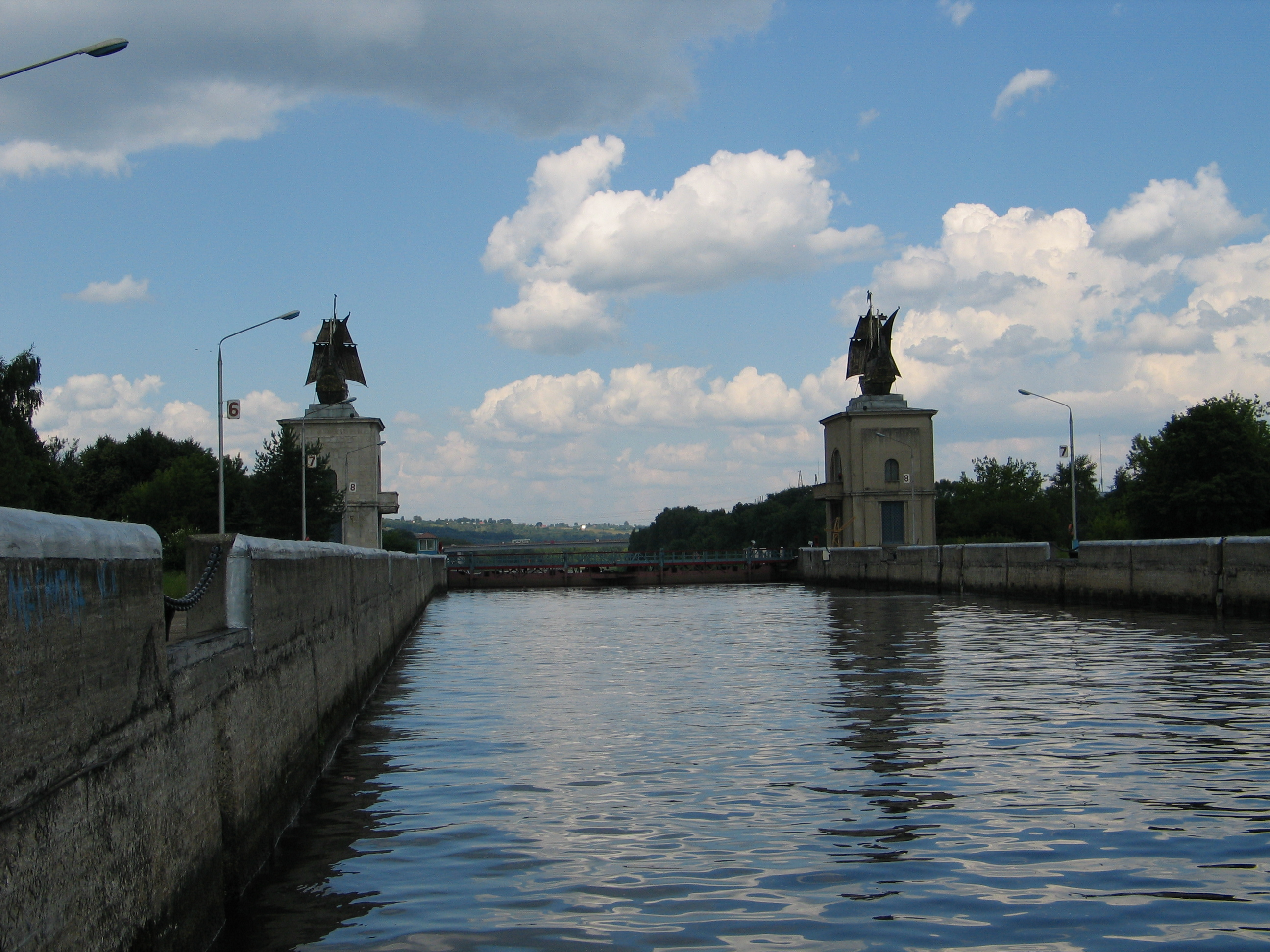
Вид з камери шлюзу № 3

На каналі побудовано 11 шлюзів: один на річці Волга, п'ять — на північному схилі каналу, два — на південному схилі і три на річці Москва. Всі шлюзи каналу автоматизовані. Габаритні робочі розміри камери — 290х32 метри.
1. Шлюз 1 (Дубна)
2. Шлюз 2 (Темпи)
3. Шлюз 3 (Яхрома)
4. Шлюз 4 (Турист)
5. Шлюз 5 (Ікша)
6. Шлюз 6 (Ікша)
7. Шлюз 7 (Тушино) двокамерний
8. Шлюз 8 (Тушино) двокамерний
9. Шлюз 9 (Мневнікі) за розміром камери, але що має середню голову і можливість працювати у скороченому варіанті для пропуску маломірних суден.
10. Шлюз 10 (Нагатіно)
11. Шлюз 11 (Нагатіно) для пропуску маломірних суден. В наш час[коли?] працює як док.

### ГЕС
При будівництві каналу було зведено сім гідроелектростанцій. Дві ГЕС (Ново-Тверецька і Ново-Цнінська) були передані у відання каналу пізніше.
1. Акуловська ГЕС
2. Іваньковська ГЕС
3. Карамишевська ГЕС
4. Ліствянська ГЕС
5. Ново-Тверецька ГЕС
6. Ново-Цнінська ГЕС
7. Перервінська ГЕС
8. Пироговська ГЕС
9. Сходненська ГЕС

### Насосні станції
1. 182 «Темпи»
2. 183 «Яхрома»
3. 184 «Комсомольська»
4. 185 «Ікша-II»
5. 186 «Ікша-I»

### Дюкер
- Безпосереднього відношення до судноплавства не мають. являють собою бетонну трубу в місці перетину водоводного каналу з автошляхами і річками.

### Порти, вокзали
- Північний річковий вокзал
- Північний річковий порт
- Південний річковий вокзал
- Південний річковий порт
- Західний річковий порт